# Didymodon nevadensis
Didymodon nevadensis är en bladmossart som beskrevs av Zander in Zander, Stark och Marrs-smith 1995. Didymodon nevadensis ingår i släktet lansmossor, och familjen Pottiaceae. Inga underarter finns listade i Catalogue of Life.